# Этнокультурное сопереживание
Межкультурная эмпатия (англ. ethnocultural empathy) — понимание чувств людей, которые этнически и/или культурно отличаются от нас самих. Данное понятие ставит под сомнение сочувствие в общем его понимании, под которым подразумевается «осмысление внутри себя чувств других людей» и которое определённо не акцентирует своё внимание на какой-то конкретной группе (например, возрастная, половая или этническая принадлежность) либо контексте. С другой стороны, этнокультурное сопереживание предполагает, что уровень сопереживания к другим людям, вероятнее всего, увеличится, если другие, подобно нам, имеют схожую этническую, половую, возрастную или культурную принадлежность.

## История понятия
Традиционно, сопереживание трактуется, как интеллектуальная способность взятия на себя роли или точки зрения другого человека, и/или эмоциональной реакции на проявление схожих эмоций другим человеком. Как часть личных характеристик, сочувствие было установлено как относительно стабильное и последовательное, в определённый период времени. Возросшее количество исследований показало, что люди по-разному сопереживают различным индивидуумам отталкиваясь от воспринимаемого психологического сходства. Двумя первичными факторами, влияющими на психологическое подобие, являются культура и этническая группа. Особенно, люди проявляют большее сопереживание к тем, кто находятся в тех же самых этнических/культурных группах, в которых состоят и они сами, чем к тем, кто находится за пределами их пространства.
Стивен Куинтана определяет этническую точку зрения как познавательно-развивающуюся способность, которая развивается путём прохождения человека через различные стадии жизни. Данное развитие содержит в себе пять стадий способности этнической точки зрения, включающих в себя (1) физическую и наблюдаемую, (2) буквальную, (3) фигуральную и общественную, (4) групповую и (5) мультикультурную этническую точку зрения. Во-первых, дети начинают устанавливать свою этническую идентичность, отличаясь от других этнических групп на основе внешних характеристик. Когда дети осознали свои физические отличия от других групп, они становятся в состоянии увидеть точки зрения, отношения и опыт разделяемые другими этническими группами, и наконец, развить способность мыслить с точки зрения людей других этнических групп.
Ридли и Лингл определили культурное сопереживание как «изученную способность», состоящую из трёх зависимых процессов: познавательный, эмоциональный, и коммуникационный. Познавательный процесс может быть воспринят как культурное взятие точки зрения и культурное дифференцирование себя с другими. Эмоциональный процесс включает опосредованное влияние и выразительное беспокойство. Коммуникативный процесс включает исследование для более глубокого понимания и передача точного понимания.
На основе этнической точки зрения восприятия и культурного различия в сопереживании, Ван и её коллега изложили понятие «этнокультурное сопереживание». Несмотря на то, что это новое понятие, многие предыдущие исследователи обращались к тем же или к схожим связным конструкциям, никогда не давая им официального названия. Таким образом, понятия, такие как культурное сочувствие, многокультурная осведомлённость, этническая точка зрения, обычно используются наравне с «этнокультурным сопереживанием».

## Формирование и измерение
До настоящего времени уровень этнокультурного сопереживания (англ. the Scale of Ethnocultural Empathy (SEE)) является единственным официально изданным измерением. Оно состоит из трёх инструментальных аспектов: мысленное сопереживание, эмоциональное сострадание и коммуникация между ними.
Интеллектуальное сочувствие — способность понять мысли и чувства человека другой расы или этнического происхождения. Это — также способность глазами другого человека; то есть, осмысление с расовой или этнической точки зрения.
Эмоциональный компонент этнокультурного сопереживания — внимание к чувствам человека или людей из другой этнокультурной группы до той степени, что каждый в состоянии чувствовать эмоциональное состояние других с точки зрения расовой или этнической культуры этих людей. Кроме того, это относится к эмоциональному ответу человека на эмоциональный фон другого человека или людей иной этнокультурной группы.
Коммуникативный компонент сопереживания — выражение этнокультурных мыслей (мысленное сопереживание) и чувств (эмоциональное сопереживание) к членам расовых и этнических групп, отличающихся от собственной. Этот компонент может быть выражен через слова или действия.

## Применение этнокультурного сопереживания
Этнокультурные сопереживания, как правило, применяются в кросс-культурном и межэтническим анализах. Уровни этнокультурного сопереживания меняются в зависимости от демографических особенностей и социальных факторов. Предыдущее исследование указало, что женщины склонны к проявлению этнокультурного сочувствия на более высоком уровне, чем мужчины; не белые люди, как оказалось, выделяются значительно более высоким уровнем этнокультурного сопереживания и сострадания в целом, нежели белые. Расизм в негативных проявлениях может ассоциироваться с этнокультурным сопереживанием.
Люди с разным уровнем этнокультурного сопереживания, с разной характерной особенностью общаются с людьми, похожими на них самих и нет. Например, люди с более высоким уровнем, как выясняется, способны более успешно работать с носителями других культур.
Этнокультурные сопереживания являлись прогнозирующим фактором положительного отношения к различного рода меньшинствам, таким как жертвы изнасилования, жертвы домашнего насилия, одинокие женщины, и прочим.
Этнокультурное сочувствие используется и во многих других областях исследования, таких как расизм, феминизм, мультикультурализм, этническая идентичность, и так далее.